# Oldřich Rott
Oldřich Rott (ur. 26 maja 1951 w Třebechovicach pod Orebem) – czechosłowacki piłkarz, reprezentant kraju grający na pozycji pomocnika.

## Kariera klubowa
Rott przygodę z piłką rozpoczął w TJ Třebechovice pod Orebem. W wieku 15 lat dołączył do FC Hradec Králové. Został włączony do składu pierwszej drużyny w 1970. Grał w nim przez trzy lat. 
W 1973 dołączył do Dukli Praga. Będąc piłkarzem Dukli trzykrotnie sięgnął po mistrzostwo Czechosłowacji w sezonach 1976/77, 1978/79 i 1981/82. Dwa razy zdobył również Puchar Czechosłowacji w sezonach 1980/81 i 1982/83. Przez 10 lat reprezentowania Dukli wystąpił w 316 spotkaniach, w których strzelił 46 bramek. 
Sezon 1983/84 spędził w cypryjskim EPA Larnaka. Następnie powrócił do Pragi, gdzie dołączył do Slavii. W 1985 zakończył karierę piłkarską.
| Sezon   | Klub              | Kraj           | Rozgrywki                     | Mecze | Bramki |
| ------- | ----------------- | -------------- | ----------------------------- | ----- | ------ |
| 1970/71 | FC Hradec Králové | Czechosłowacja | 1. česká fotbalová liga       |       |        |
| 1971/72 | FC Hradec Králové | Czechosłowacja | 1. česká fotbalová liga       | 30    | 5      |
| 1972/73 | FC Hradec Králové | Czechosłowacja | Československá futbalová liga | 18    | 2      |
| 1973/74 | Dukla Praga       | Czechosłowacja | Československá futbalová liga | 27    | 3      |
| 1974/75 | Dukla Praga       | Czechosłowacja | Československá futbalová liga | 27    | 1      |
| 1975/76 | Dukla Praga       | Czechosłowacja | Československá futbalová liga | 27    | 6      |
| 1976/77 | Dukla Praga       | Czechosłowacja | Československá futbalová liga | 28    | 4      |
| 1977/78 | Dukla Praga       | Czechosłowacja | Československá futbalová liga | 30    | 4      |
| 1978/79 | Dukla Praga       | Czechosłowacja | Československá futbalová liga | 28    | 6      |
| 1979/80 | Dukla Praga       | Czechosłowacja | Československá futbalová liga | 27    | 7      |
| 1980/81 | Dukla Praga       | Czechosłowacja | Československá futbalová liga | 25    | 6      |
| 1981/82 | Dukla Praga       | Czechosłowacja | Československá futbalová liga | 28    | 4      |
| 1982/83 | Dukla Praga       | Czechosłowacja | Československá futbalová liga | 30    | 5      |
| 1983/84 | EPA Larnaka       | Cypr           | Protathlima A’ Kategorias     |       |        |
| 1984/85 | Slavia Praga      | Czechosłowacja | Československá futbalová liga | 18    | 1      |

## Kariera reprezentacyjna
Karierę reprezentacyjną Rott rozpoczął 17 maja 1978 w przegranym 0:2 meczu z Brazylią. Dwa lata później został powołany przez trenera Jozefa Vengloša na Euro 1980. Podczas turnieju pełnił rolę zawodnika rezerwowego, a jego drużyna zajęła na mistrzostwach 3. miejsce. 
Ostatnie spotkanie w drużynie narodowej rozegrał 14 marca 1979. Przeciwnikiem była Hiszpania, a mecz zakończył się zwycięstwem 1:0. Łącznie w latach 1978–1979 Rott zagrał w zespole Czechosłowacji w 3 spotkaniach.
Rott wziął udział w Igrzyskach Olimpijskich 1980. Podczas tego turnieju zagrał w meczach grupowych z Kolumbią i Kuwejtem, oraz w starciach fazy pucharowej z Kubą, Jugosławią i NRD. Czechosłowacja zdobyła na Igrzyskach złoty medal. 
| Mecze i gole w reprezentacji | Mecze i gole w reprezentacji | Mecze i gole w reprezentacji | Mecze i gole w reprezentacji | Mecze i gole w reprezentacji | Mecze i gole w reprezentacji | Mecze i gole w reprezentacji |
| #                            | Data                         | Miasto                       | Przeciwnik                   | Gol                          | Wynik                        | Rozgrywki                    |
| ---------------------------- | ---------------------------- | ---------------------------- | ---------------------------- | ---------------------------- | ---------------------------- | ---------------------------- |
| 1.                           | 17.05.1978                   | Rio de Janeiro               | Brazylia                     |                              | 0:2                          | towarzyski                   |
| 2.                           | 11.10.1978                   | Praga                        | RFN                          |                              | 3:4                          | towarzyski                   |
| 3.                           | 14.03.1979                   | Bratysława                   | Hiszpania                    |                              | 1:0                          | towarzyski                   |

## Sukcesy
Czechosłowacja
- Igrzyska Olimpijskie (1): 1980 (1. miejsce)
- Mistrzostwa Europy (1): 1980 (3. miejsce)

Dukla Praga
- Mistrzostwo Czechosłowacji (3): 1976/77, 1978/79, 1981/82
- Puchar Czechosłowacji (2): 1980/81, 1982/83